# بروکسویل (میسیسیپی)
بروکسویل (به انگلیسی: Brooksville) شهرکی در ایالت میسیسیپی کشور ایالات متحده آمریکا است که جمعیت آن در سرشماری سال ۲۰۱۰ میلادی، ۱٬۲۲۳
نفر بوده‌است.